# آدم مارتينيوك
آدم مارتينيوك، (بالأوكرانية: Адам Іванович Мартинюк)‏ سياسي أوكراني من مواليد (16 أغسطس 1950 في فولين أوبلاست) سياسي أوكراني، النائب الأول لرئيس البرلمان الأوكراني (1998-2000 ، 2003-2007 ، 2010-2012)